# Minor Watson
Minor Watson (22 de diciembre de 1889 – 28 de julio de 1965) fue un destacado actor de carácter de nacionalidad estadounidense , con una carrera entre los años 1913 y 1956 a lo largo de la cual actuó en más de un centenar de producciones. 

## Biografía
Nacido en Marianna, Arkansas, era hijo de Alice Rodgers. Cursó estudios en la Academia Militar St. John's Northwestern, en Delafield (Wisconsin), y en el Shurtleff College de Alton, Illinois. En Shurtleff fue miembro de Sigma Phi, donde decía que se vio animado a iniciar la carrera interpretativa.
Entre las piezas teatrales en las cuales Watson actuó en el circuito de Broadway, en Nueva York, figuran State of the Union, End of Summer, Tapestry in Gray, A Divine Drudge, Reunion in Vienna, Friendship, This Thing Called Love, These Modern Women, Howdy King, Mismates, The Magnolia Lady, y Why Men Leave Home.
Watson empezó su carrera en el cine actuando para Essanay Studios en 1913. Entre sus películas más destacadas figuran Forja de hombres (1938), Yanqui Dandy (1942), Kings Row (1942), Guadalcanal Diary (1943), Bewitched (1945), The Virginian (1946), y The Jackie Robinson Story (1950)
Minor Watson se casó con Elinor Hewitt el 7 de diciembre de 1919 en Boston, Massachusetts. El actor falleció en Alton, Illinois, en 1965. Fue enterrado en el cementerio de dicha localidad.

## Selección de su filmografía
- A Brother's Loyalty, de Theodore Wharton (1913)
- What's the Matter with Father?  (1913)
- Mr. Rhye Reforms (1913)
- Rescuing Dave (1913)
- Love Incognito (1913)
- Their Waterloo (1913)
- Day by Day (1913)
- Dollars, Pounds, Sense (1913)
- No. 28, Diplomat (1914)
- Nuestros superiores, de George Cukor (1933)
- The Pursuit of Happiness, de Alexander Hall (1934)
- Charlie Chan in Paris, de Lewis Seiler y Hamilton MacFadden (1935)
- Age of Indiscretion, de Edward Ludwig (1935)
- The Woman I Love, de Anatole Litvak (1937)
- Dead End, de William Wyler (1937)
- That Certain Woman, de Edmund Goulding (1937)
- Navy Blue and Gold, de Sam Wood (1937)
- Forja de hombres, de Norman Taurog (1938)
- Espíritu de conquista, de Fritz Lang (1941)
- Moon Over Miami, de Walter Lang (1941)
- Murieron con las botas puestas, de Raoul Walsh (1941)
- Woman of the Year, de George Stevens (1942)
- Kings Row, de Sam Wood (1942)
- Yanqui Dandy, de Michael Curtiz (1942)
- The Big Shot, de Lewis Seiler (1942)
- Gentleman Jim, de Raoul Walsh (1942)
- Princess O'Rourke, de Norman Krasna (1943)
- Guadalcanal Story, de Lewis Seiler (1943)
- God Is My Co-Pilot, de Robert Florey (1945)
- You Came Along, de John Farrow (1945)
- The Thin Man Goes Home, de Richard Thorpe (1945)
- Boys' Ranch, de Roy Rowland (1946)
- Courage of Lassie, de Fred M. Wilcox (1946)
- A Southern Yankee, de Edward Sedgwick (1948)
- Más allá del bosque, de King Vidor (1949)
- The File on Thelma Jordon, de Robert Siodmak (1950)
- Mister 880, de Edmund Goulding (1950)
- The Jackie Robinson Story, de Alfred E. Green (1950)
- As Young As You Feel, de Harmon Jones (1951)
- Bright Victory, de Mark Robson (1951)
- Little Egypt, de Frederick De Cordova (1951)
- My Son John, de Leo McCarey (1952)
- Untamed Frontier, de Hugo Fregonese (1952)
- The Star, de Stuart Heisler (1952)
- Roar of the Crowd, de William Beaudine (1953)
- Ten Wanted Men, de H. Bruce Humberstone (1955)
- The Rawhide Years, de Rudolph Maté (1955)
- Trapecio, de Carol Reed (1956)
- The Ambassador's Daughter, de Norman Krasna (1956)